# Latiume Fosita
Pas d'image ? Cliquez ici

a Compétitions nationales et continentales officielles uniquement.

b Matchs officiels uniquement.
Dernière mise à jour le 3 septembre 2021.
Latiume Fosita, né le 25 juillet 1992 à Felemea (Tonga), est un joueur de rugby à XV international tongien évoluant essentiellement aux postes de demi d'ouverture et de centre. Il mesure 1,84 m pour 102 kg.

## Carrière

### En club
Latiume Fosita a commencé par évoluer dans le championnat amateur de la province d'Auckland, avec le club de Papatoetoe RFC entre 2010 et 2013. En 2013, il connait également une courte expérience en Afrique du Sud avec le club universitaire des Wits en Varsity Cup (championnat universitaire sud-africain). Il ne dispute cependant que deux matchs avant de rentrer en Nouvelle-Zélande.
Il fait ses débuts professionnels en 2013 avec la province néo-zélandaise de Northland en NPC. Après une première saison où il ne dispute qu'un match (au poste d'arrière), il s'impose un peu plus lors de la saison 2014 où il joue dix matchs (dont six titularisations, toutes au poste d'ailier).
En janvier 2015, il quitte la Nouvelle-Zélande pour l'Angleterre et il rejoint jusqu'à la fin de saison le club de Doncaster Knights qui évolue en RFU Championship (deuxième division anglaise). Il dispute huit matchs avec son nouveau club, dont six titularisations (au poste de demi d'ouverture). Il n'est cependant pas conservé par le club en fin de saison et il rentre en Nouvelle-Zélande.
En 2016, il retourne jouer avec son ancien club de Papatoetoe RFC. Il est ensuite inclus dans l'effectif d'Auckland pour disputer la saison 2016 de NPC.
Après deux saisons passées avec sa province d'origine, il change une nouvelle fois d'équipe en 2018 et rejoint les Counties Manukau.
En 2019, il rejoint l'équipe des Asia Pacific Dragons (en), basée à Singapour et évoluant en Global Rapid Rugby. Il joue la première moitié de la saison avec cette équipe avant de rejoindre la franchise samoane des Kagifa Samoa (en) dans ce même championnat pour disputer le seconde moitié.
L'année suivante, il rejoint la Súperliga Americana nouvelle créée, et le club chilien de Selknam,. Il ne dispute cependant que deux rencontres, avant que la saison ne soit arrêtée à cause de la pandémie de Covid-19.
Toujours en 2020, il retourne en Nouvelle-Zélande jouer avec les Counties Manukau pour la saison 2020 de NPC.

### En équipe nationale
Latiume Fosita dispute le Trophée mondial des moins de 20 ans en 2012 avec la sélection tongienne des moins de 20 ans.
Il obtient sa première cape internationale avec l'équipe des Tonga le 9 novembre 2013 à l’occasion d’un match contre l'équipe de Roumanie à Bucarest,.
Il fait partie du groupe tongien sélectionné pour participer à la Coupe du monde 2015 en Angleterre. Il dispute trois matchs contre la  Namibie, l'Argentine et la Nouvelle-Zélande.
Initialement non retenu pour disputer la Coupe du monde 2019, il rejoint les Ikale Tahi en cours de compétition en remplacement de Kurt Morath blessé lors du premier match de poule

## Palmarès

### En équipe nationale
- 32 sélections.
- 40 points (1 essai, 5 pénalités, 10 transformations).
- Participations à la Coupe du monde en 2015 (3 matchs) et 2019 (3 matchs).